# Geranium azorelloides
Geranium azorelloides är en näveväxtart som beskrevs av Noel Yvri Sandwith. Geranium azorelloides ingår i släktet nävor, och familjen näveväxter. Inga underarter finns listade i Catalogue of Life.